# اده‌گل (اردهان)
اده‌گل (به ترکی استانبولی: Edegül، به ارمنی: Ադագյուլ) یک منطقهٔ مسکونی در ترکیه است که در اردهان واقع شده‌است.